# Der Geist von Flug 401
Der Geist von Flug 401 ist ein Fernsehfilm aus dem Jahr 1978 von Steven Hilliard Stern, der auf dem gleichnamigen Roman von John G. Fuller beruht.

## Handlung
Im Jahre 1972 kamen bei einem Flugzeugabsturz des Eastern-Air-Lines-Fluges 401 in den Everglades im US-Bundesstaat Florida 101 Passagiere ums Leben. Auch der Bordingenieur Dom Cimoli war unter den Opfern. Bei späteren Flügen der Fluggesellschaft mehren sich die Gerüchte um Erscheinungen seines Geistes an Bord. Der Geist Cimolis’ versucht die Besatzung und Passagiere vor einem Brand im Flugzeug zu warnen.

## Hintergrund
Der zugrunde liegende Bestseller-Roman zum Film von John G. Fuller beruht, was den Flug und den Absturz der Lockheed L-1011 Tristar betrifft, auf wahren Begebenheiten.
Im Gegensatz zur Romanvorlage, bei der von zwei Geistern die Rede ist, tritt im Film lediglich der Geist des Bordingenieurs Cimoli in Erscheinung.
Der Film wurde am 18. Februar 1978 erstmals auf NBC ausgestrahlt. Am 15. November 1980 folgte die erste Ausstrahlung in Deutschland.